# Zawidza (województwo świętokrzyskie)
Zawidza – wieś w Polsce położona w województwie świętokrzyskim, w powiecie sandomierskim, w gminie Łoniów.
Wierni Kościoła rzymskokatolickiego należą do parafii św. Mikołaja w Łoniowie.
W latach 1975–1998 miejscowość administracyjnie należała do województwa tarnobrzeskiego.
Przez miejscowość przebiega droga krajowa nr 79 z Krakowa do Sandomierza.